# Townsend, Delaware
Townsend är en ort i New Castle County i Delaware i USA som år 2010 hade 2 049 invånare. Delawares befolkningstyngdpunkt ligger i Townsend.